# ارمنستان در مسابقه آواز یوروویژن ۲۰۱۵

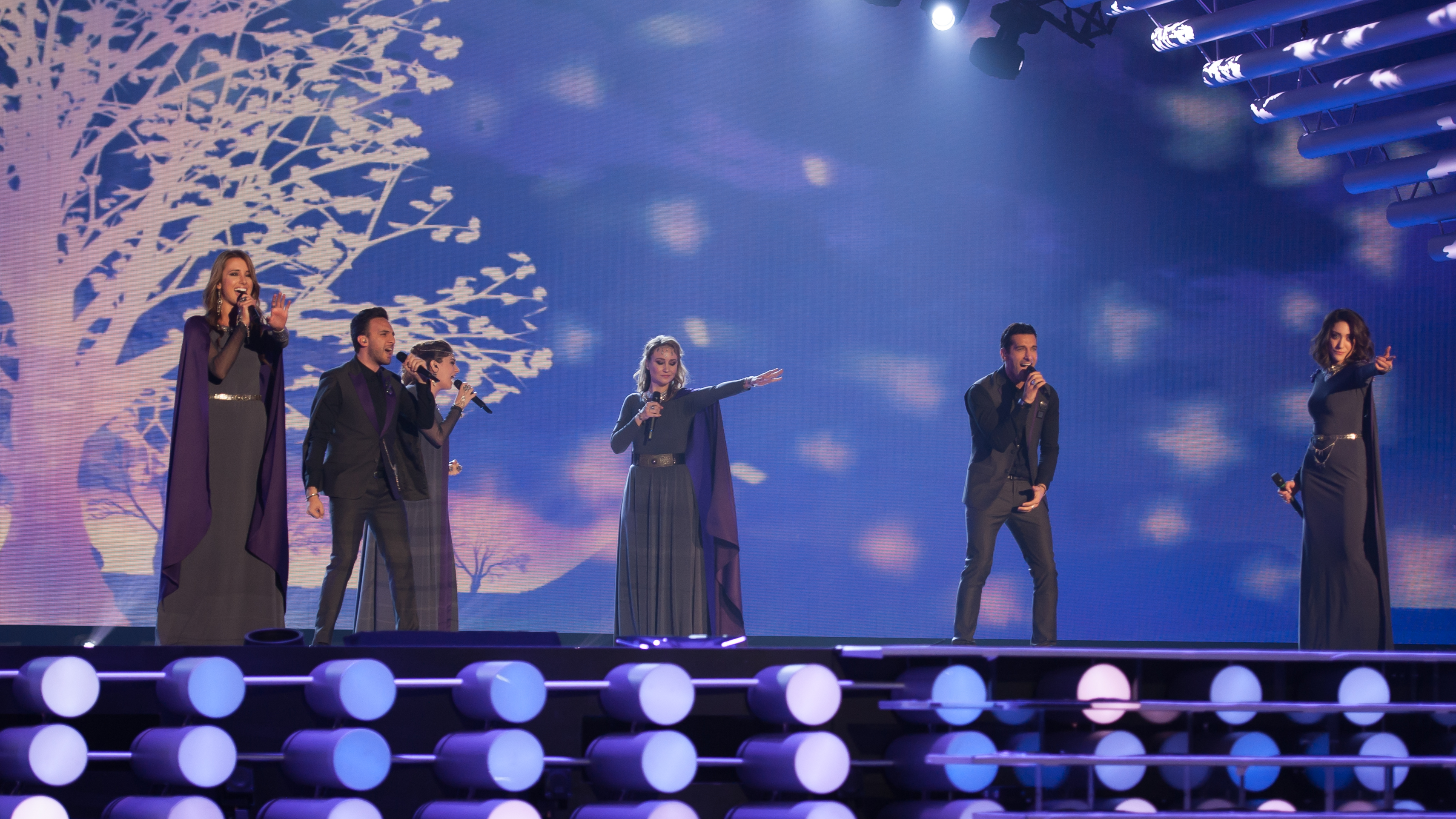
جنلوجی در حال اجرای «با سایه روبه‌رو شو» در وین

ارمنستان در مسابقه آواز یوروویژن ۲۰۱۵ (انگلیسی: Armenia in the Eurovision Song Contest 2015) که در وین، اتریش برگزار شد، با ترانه «با سایه روبه‌رو شو» شرکت کرد. این ترانه توسط آرمن مارتیروسیان و اینا مکرتچیان نوشته شده بود و توسط گروه جنلوجی اجرا شد. گروه جنلوجی به‌طور داخلی توسط شبکه تلویزیونی عمومی ارمنستان (AMPTV) انتخاب شد تا این کشور را در یوروویژن ۲۰۱۵ نمایندگی کند.
یکی از اعضای گروه اینگا و آنوش آرشاکیان بود که پیش از این در مسابقه یوروویژن ۲۰۰۹ به نمایندگی از ارمنستان شرکت کرده بود. جنلوجی و ترانه اولیه آن با عنوان "Don't Deny" در تاریخ ۱۱ فوریه ۲۰۱۵ به‌عنوان نماینده ارمنستان معرفی شدند. اما پس از چند تغییر، نام ترانه به "با سایه روبه‌رو شو" تغییر یافت و این نسخه جدید در تاریخ ۱۲ مارس ۲۰۱۵ به‌طور رسمی به عموم معرفی شد.
ترانه «با سایه روبه‌رو شو» یک اثر حماسی و پرانرژی با پیامی دربارهٔ اتحاد و مبارزه برای پیشرفت بود. با وجود پیام مثبت و اجرای قدرتمند گروه، ارمنستان در مرحله نیمه‌نهایی موفق به صعود به فینال نشد.
این حضور برای گروه جنلوجی و ارمنستان نمادی از تلاش برای ارتقاء فرهنگ و هنر کشور در صحنه بین‌المللی یوروویژن بود.
ارمنستان در نیمه‌نهایی اول مسابقه یوروویژن ۲۰۱۵ که در تاریخ ۱۹ مه ۲۰۱۵ برگزار شد، به رقابت پرداخت. ترانه «با سایه روبه‌رو شو» که توسط گروه جنلوجی اجرا شد، در جایگاه ۲ در طول برنامه به نمایش درآمد. این ترانه در میان ۱۰ اثر برتر نیمه‌نهایی اول قرار گرفت و به این ترتیب توانست به فینال یوروویژن که در تاریخ ۲۳ مه ۲۰۱۵ برگزار شد، صعود کند.
بعد از برگزاری نیمه‌نهایی، اعلام شد که ارمنستان در این بخش از مسابقه در جایگاه هفتم از میان ۱۶ کشور شرکت‌کننده قرار گرفت و ۷۷ امتیاز کسب کرد.
در فینال یوروویژن ۲۰۱۵، ارمنستان در جایگاه ۶ اجرا شد، اما در نهایت در جایگاه شانزدهم از میان ۲۷ کشور شرکت‌کننده قرار گرفت و ۳۴ امتیاز کسب کرد. این نتیجه نشان‌دهنده تلاش ارمنستان برای ارائه یک اجرای هنری با پیام مثبت و قدرتمند بود، هرچند نتایج نهایی مطابق با انتظار طرفداران ارمنستان نبود.

## تاریخچه

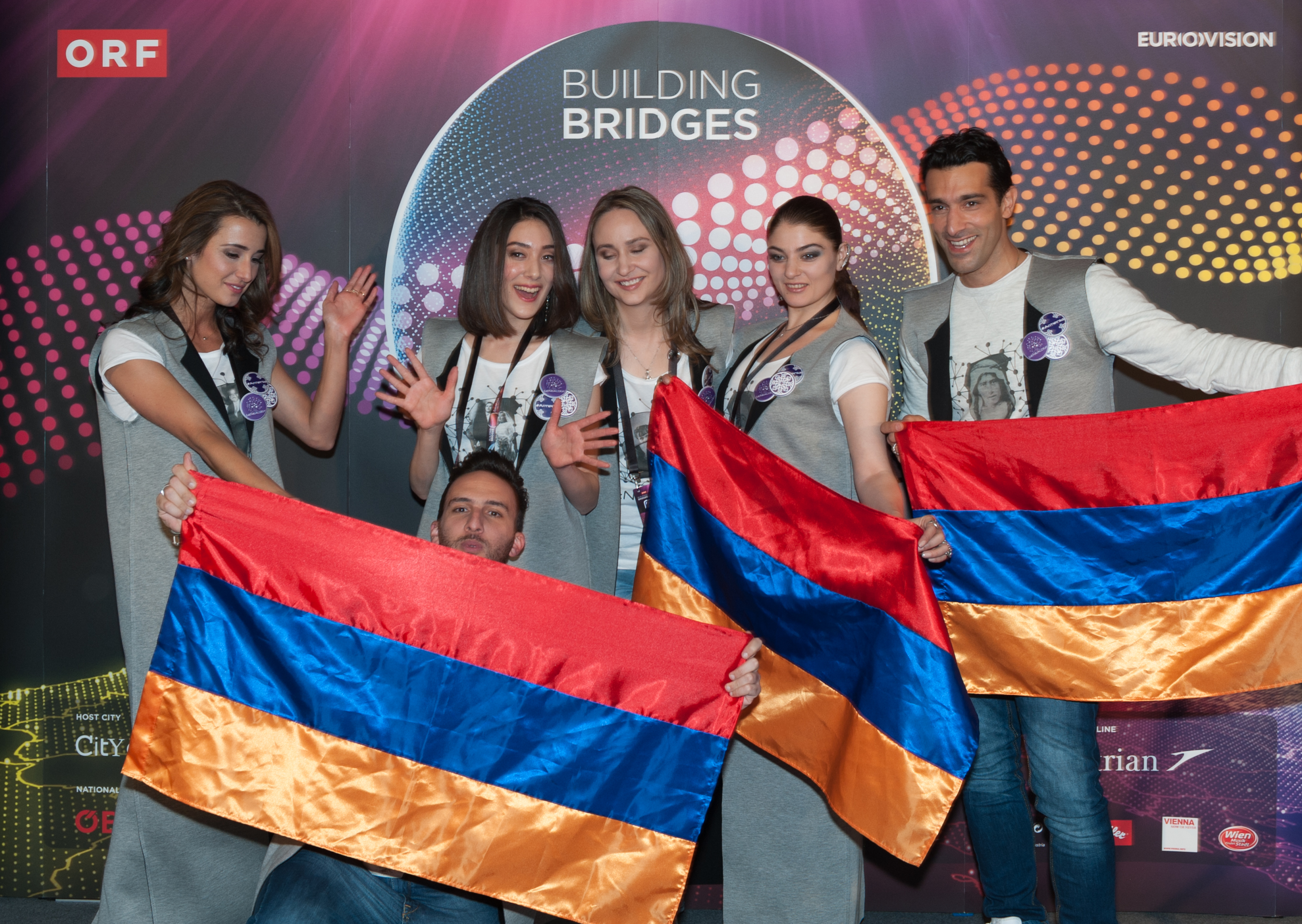
گروه جنلوجی در طول یک دیدار مطبوعاتی

قبل از مسابقه ۲۰۱۵، ارمنستان هشت بار از زمان اولین حضورش در مسابقه آواز یوروویژن ۲۰۰۶ در مسابقه آواز یوروویژن شرکت کرده بود. بالاترین رتبه آن‌ها در این مسابقه تا این مرحله رتبه چهارم بوده است که این کشور در دو نوبت در سال ۲۰۰۸ با آهنگ "کله کله" با اجرای سیروشو و در سال ۲۰۱۴ با آهنگ "تنها نیستی " با اجرای آرام ام‌پی۳ به آن دست یافت. ارمنستان تا این مرحله تنها در یک مورد در سال ۲۰۱۱ نتوانسته بود به فینال راه پیدا کند. این کشور در سال ۲۰۱۲ به دلیل تنش‌های طولانی مدت با کشور میزبان آن زمان جمهوری آذربایجان برای مدت کوتاهی از مسابقه کنار رفت. در سال ۲۰۱۶، " موج عشق " با اجرای ایوتا موکوچیان در رده هفتم فینال قرار گرفت.
پخش کننده ملی ارمنستان، تلویزیون عمومی ارمنستان شبکه ارمنستان ۱ (AMPTV)، این رویداد را در ارمنستان پخش می‌کند و فرایند انتخاب برای ورود این کشور را سازماندهی می‌کند. ارمنستان ۱ قصد خود را برای شرکت در مسابقه آواز یوروویژن ۲۰۱۵ در ۱۴ سپتامبر ۲۰۱۴ تأیید کرد. ارمنستان در گذشته از روش‌های مختلفی برای انتخاب شرکت کننده ارمنستان مانند یک فینال زنده تلویزیونی ملی برای انتخاب مجری، آهنگ یا هر دو برای رقابت در یوروویژن استفاده کرده است. با این حال انتخاب‌های داخلی نیز در مواردی برگزار شده است. از سال ۲۰۱۴، پخش کننده به صورت داخلی هم هنرمند و هم آهنگ را انتخاب کرد. با این حال، شبکه ارمنستان ۱ همراه با تأیید شرکت خود اعلام کرد که یک فینال ملی برای انتخاب مجری ارمنی برای مسابقه ۲۰۱۵ با انتخاب داخلی آهنگ برگزار خواهد شد.

## قبل از یوروویژن
شرکت ارمنی برای مسابقه آواز یوروویژن ۲۰۱۵ به صورت داخلی توسط AMPTV انتخاب شد. در ۱۱ فوریه ۲۰۱۵، گروه جنلوجی با آهنگ " با سایه روبه‌رو شو " ساخته آرمن ماتیروسیان و شعر اینا مکرتچیان به عنوان نماینده ارمنستان معرفی شد. شش عضو این گروه بین ۱۶ فوریه و ۱۲ مارس ۲۰۱۵ فاش شدند و شامل: یسایی آلتونیان (اروپا) – خواننده ارمنی فرانسوی، تامار کاپرلیان (آمریکا) – خواننده ارمنی آمریکایی، واهه تیلبیان (آفریقا) – خواننده ارمنی اتیوپیایی، استفانی توپالیان (آسیا) - خواننده ارمنی-آمریکایی-ژاپنی متولد ایالات متحده و مقیم ژاپن، مری-جین اودهرتی (استرالیا) – خواننده اپرای استرالیایی ارمنی‌تبار و اینگا و آنوش آرشاکیان (ارمنستان) – خواننده ارمنی که قبلاً به همراه خواهرش انوش نماینده ارمنستان در مسابقه آواز یوروویژن ۲۰۰۹ بود.